# Ectenessa argodi
Ectenessa argodi là một loài bọ cánh cứng trong họ Cerambycidae.